# ダイヤモンド
ダイヤモンド（英: diamond [ˈdaɪəmənd]）は、炭素のみからなる鉱物。炭素の同素体の一種でもある。モース硬度は10であり、鉱物中で最大の値を示す。ダイヤとも略される。硬いうえに一般的に無色透明で美しい光沢を持つため、宝石や宝飾品材料、切削・研磨など工業用途の両方に使われる。採掘によって得られる天然ダイヤモンドと、工業的に製造される合成ダイヤモンドがある。
和名は「金剛石（こんごうせき）」。。

## 概要
ダイヤモンドの結晶は、等軸晶系であり、多くが八面体や十二面体をしている。天然ダイヤモンドは地球内部の非常に高温高圧な環境で生成される。採掘されたり、地表やその近くで露出したりした天然ダイヤモンドを原石という。「ソーヤブル」と呼ばれる正八面体の原石もあるが、原石が必ずしも角張っているわけではない。宝飾用の多くは天然ダイヤモンドをカットして加工されるが、合成ダイヤモンドや原石も宝石として使われる。
炭素の同素体にはダイヤモンド、グラファイト（黒鉛）、フラーレンなどがあり、それぞれ結合に使われている価電子の数が異なっている。その中でダイヤモンドはダイヤモンド結晶構造と呼ばれる、炭素（元素記号C）の価電子4個が全て結合に使われている構造の物質である。
性質
実験で確かめられている中では天然で最も硬い物質である。光を透過する（透明）。熱伝導率が非常に高い。電気を通さない（ダイヤモンド結晶の原子には不対電子が存在しないため）。→#性質
用途
主な用途は、宝飾目的（宝石）や工業目的である。
工業目的としては、ダイヤモンドの諸性質を活かして、研磨材、金属加工の超精密加工用バイト、線引き用のダイス、超高圧アンビル（#ダイヤモンドアンビルセル）などの加工工具や耐摩工具、また医療用ナイフ、ヒートシンクなど。
各国語の呼び方
ダイヤモンドという名前は、古代ギリシア語の αδάμας（adámas 征服できない、屈しない）に由来する。それが古代ローマのラテン語で adamans となり、中世ラテン語では変化形の diamas も使われて、それが古フランス語へ入り、古フランス語から中英語へと入り英語では diamond となった。
現在、イタリア語やスペイン語、ポルトガル語では diamánte（ディアマンテ）、フランス語では diamant（ディアマン）、ポーランド語では diáment（ディヤメント）、漢語表現では金剛石と鑽石（中国語のみ、簡体字中国語: 钻石）という。ロシア語では диама́нт（ヂヤマント）というよりは алма́з（アルマース）という方が普通であるが、これは特に磨かれていないダイヤモンド原石のことを指す場合がある。磨かれたものについては бриллиа́нт（ブリリヤント）で総称されるのが普通。

## 性質

### 屈折率
ダイヤモンドの屈折率は2.42と高く、内部での全反射が起こりやすい。またダイヤモンドのカットとしてよく用いられるブリリアントカットでは、光を当ててその反射を見る時、次の3種類の輝きの相乗効果となり、美しく見える。
シンチレーションチカチカとした輝き。表面反射によるもの。
ブリリアンシー白く強いきらめき。ダイヤモンド内部に入った光が比較的少ない回数の反射をして戻ったもの。
ディスパーション虹色の輝き。ダイヤモンド内部に入った光が反射を繰り返し、プリズム効果によって虹色となったもの。

### 硬度、割れる性質、安定性
ダイヤモンドの硬さは古くからよく知られ、工業的にも研磨や切削など多くの用途に利用されている。ダイヤモンドは「天然の物質の中」では最高クラスのモース硬度（摩擦やひっかき傷に対する強さ）10、ヌープ硬度でも飛び抜けて硬いことが知られている。ビッカース硬度は種類によって異なり、70 – 150 GPaである（ただし、ダイヤモンドより硬い物質はいくつか知られている）。ダイヤモンドを他の宝石や貴金属類と触れ合うような状態で持ち運んでいると、それらに傷をつけてしまう事があるため配慮が必要となる。
宝石の耐久性の表し方は他にも靱性という割れや欠けに対する抵抗力などがある。靱性は水晶と同じ7.5であり、ルビーやサファイアの8よりも低い。ダイヤモンドの靱性は大きくないので、瞬時に与えられる力に対しては弱く、金鎚（ハンマー）で上から叩けば粉々に割れてしまう。
ダイヤモンドは薬品や光線などに対しては安定である。硫酸や塩酸などには侵されず、日光に長年さらされても変化しない。熱力学的には25 °C、105 Paの下でエンタルピーで1.895 kJ/mol、ギブス自由エネルギーで2.900 kJ/molそれぞれグラファイトより高く不安定であり、27 °Cでは約15,000気圧以上の高圧下で安定となる。ただし常温常圧においてはグラファイトへの転移の速度は観測不能なほど充分に遅く、常温常圧では準安定状態とされる。
また、3次元性の結晶構造なので層状構造を有するグラファイトが持つ自己潤滑性は持たない。

#### ダイヤモンドより硬い物質
ダイヤモンドの炭素原子が一部窒素原子に置換された立方晶窒化炭素は、ダイヤモンド以上の硬度を持つ可能性があると予測されている。さらに、六方晶ダイヤモンドとの別名を持つロンズデーライトは、ダイヤモンドよりも58 %高い硬度を持つことが計算により予想されている。人工素材と含めると、2009年時点で存在するダイヤモンドより硬い物質は、ハイパーダイヤモンドで市販の多結晶質ダイヤモンドの3倍程度の硬さ。また同程度の硬さの物質は超硬度ナノチューブがある。

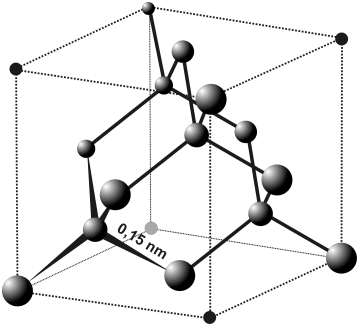
ダイヤモンドの結晶構造

ダイヤモンドの結晶を回転したところ

### 硬い理由
ダイヤモンドの硬さは、炭素原子同士が作る共有結合に由来する。ダイヤモンドでは1つの炭素原子が正四面体の中心にあるとすると、最近接の炭素原子はその四面体の頂点上に存在する。頂点上の炭素原子それぞれがsp3混成軌道によって結合しており、幾何的に理想的な角度であるため全く歪みが無い。その結合長は0.154 nmである。この結晶構造を持つダイヤを立方晶ダイヤと呼ぶ。一方で、炭素の同素体であるグラファイト（石墨）は、層状の六方晶構造で、層内の炭素同士の結合はsp2混成軌道を形成している。この層内では共有結合を有し結合力は比較的強いが、層間はファンデルワールス結合であるため弱い。六方晶の構造を持つダイヤ（ロンズデーライト）も存在するが、不安定で地球上には隕石痕など非常に限られた場所でしかみつかっておらず、0.1 mmを超える大きさの単結晶は存在しない。純粋なものはダイヤモンドよりも硬いことが予想されるが、その性質はまだ分かっていないことも多い。

### 劈開性
ダイヤモンドには一定の面に沿って割れやすい性質（劈開性）がある（4方向に完全）。ダイヤモンドは、普通の物質や道具では傷つけられないと思われているが、「結晶方向に対する角度を考慮して瞬間的に大きな力を加える」「燃焼などの化学反応を人為的に促進する」などの方法で容易に壊すことができる。また傷があれば、カッターナイフを当てて軽く手で叩くだけで割れてしまう。ダイヤモンド原石のカットはこの手法で行われる。

### 熱伝導
ダイヤモンドは熱伝導性が非常に高い。これは原子の熱振動がフォノンとなって結晶中を伝わりやすいことによる。触ると冷たく感じるのはこのためである。ダイヤモンドテスターはこの性質を利用して考案され、ダイヤモンドの類似石から識別できる道具だが、合成モアッサナイトだけは識別できない。12Cと13Cではフォノンの振動数が異なり混在はフォノンを散乱させて熱伝導の妨げとなるため、12Cだけで合成された人工ダイヤモンドは天然ダイヤモンドより熱伝導が高くなる。
CVD人工ダイヤモンドの薄板を手で持って氷を切ると、すぱすぱと切れる。それほどダイヤモンドが熱伝導性に優れるという。

### 電気伝導
バンドギャップは室温で5.47 eVであり、真性半導体として絶縁体だが、不純物を添加することによる不純物半導体化の試みがなされ、ホウ素添加によりp形、リン添加によりn形が得られている。その物性により、現在よりもはるかに高周波・高出力で動作する半導体素子や、バンドギャップを反映した深紫外線LEDが実現できるのではないかと期待されてきた。現在、自由励起子による波長235 nmの発光がダイヤモンドpn接合LEDにより、物質・材料研究機構と産業技術総合研究所から報告されている。バンドギャップの温度依存性については報告があるが、半経験則による計算式で用いられているデバイ温度については、負の値があてがわれたり、式自体を意味のあるデバイ温度を用いるために修正したりして報告されており、未解決になっている。p形半導体ダイヤモンドでは、ホウ素添加濃度が1021 cm−3以上で極低温で超伝導となることが報告され、半導体による超伝導現象として現在盛んに研究されている。また、1019 cm−3以上では電気伝導がバンド伝導からホッピング伝導、そして濃度の上昇とともに活性化エネルギーがほとんどない金属的伝導になることが知られている。この不純物濃度と不純物準位との相関についても、不純物バンドやモットの金属・非金属転移と絡めて研究が進んでいる。このような半導体としての基礎的な議論が可能となってきた現在のダイヤモンドの半導体としての品質はシリコンと互角であると言えるが、制御性は今後の研究開発がさらに必要である。

### 親油性
ダイヤモンドは油になじみやすい性質（親油性）があり、この性質を利用してダイヤモンド原石とそうでないものを分ける作業もある。ジュエリーとして身に付けているうちに皮脂などの汚れがつくと、油の膜によって光がダイヤモンド内部に入らなくなり、輝きが鈍くなる。中性洗剤や洗顔料などで洗うと油が取れて、輝きが戻る。逆に水には全くなじまず、はじいてしまう。

## カラーダイヤモンド

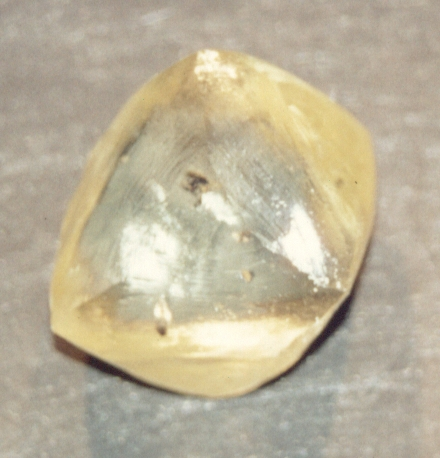
イエロー・ダイヤモンド

ダイヤモンドは無色透明のものよりも、黄色みを帯びたものや褐色の場合が多い。結晶構造の歪みや、窒素 (N)、ホウ素 (B) などの元素によって着色する場合もある。無色透明のものほど価値が高く、黄色や茶色など色のついたものは価値が落ちるとされるが、ブルー・ダイヤモンドやピンク・ダイヤモンド、レッド・ダイヤモンド、グリーン
などは稀少であり、無色のものよりも高価で取引される（緑はドレスデン・グリーンのように、放射線を長期にわたって受けたためである事が分かっている。ピンクは結晶構造のひずみによる）。また、低級とされるイエロー・ダイヤモンドでも、綺麗な黄色（カナリー・イエローと呼ばれる物など）であれば価値が高い。2010年に南アフリカ共和国で発見され、「サンドロップ (Sun-Drop)」と名付けられた110.03カラットのイエロー・ダイヤモンドに、サザビーズは「セイヨウナシの形をしており、装飾的で、光り輝くイエローダイヤとしては世界最大」と賞賛、最も希少で最も魅力的な「ファンシー・イエロー」の鑑定書を付けた。このダイヤは2011年11月、ジュネーブで行なわれた競売において、1000万スイス・フラン（約8億4000万円）で落札された。
20世紀末頃から、内包するグラファイトなどにより黒色不透明となったブラック・ダイヤモンド（ボルツ・ダイヤモンドとも呼ばれる）がアクセサリーとして評価され、高級宝飾店ティファニーなどの宝飾品に使用されている。
放射線処理により青や黒い色をつけた処理石も多い。最近ではアップルグリーン色のダイヤもあるがこれも高温高圧によって着色された処理石である。また、無色の（目立った色のない）ダイヤモンドに別の物質を蒸着することでコーティング処理した、安価な処理石もある。

## 天然ダイヤモンド

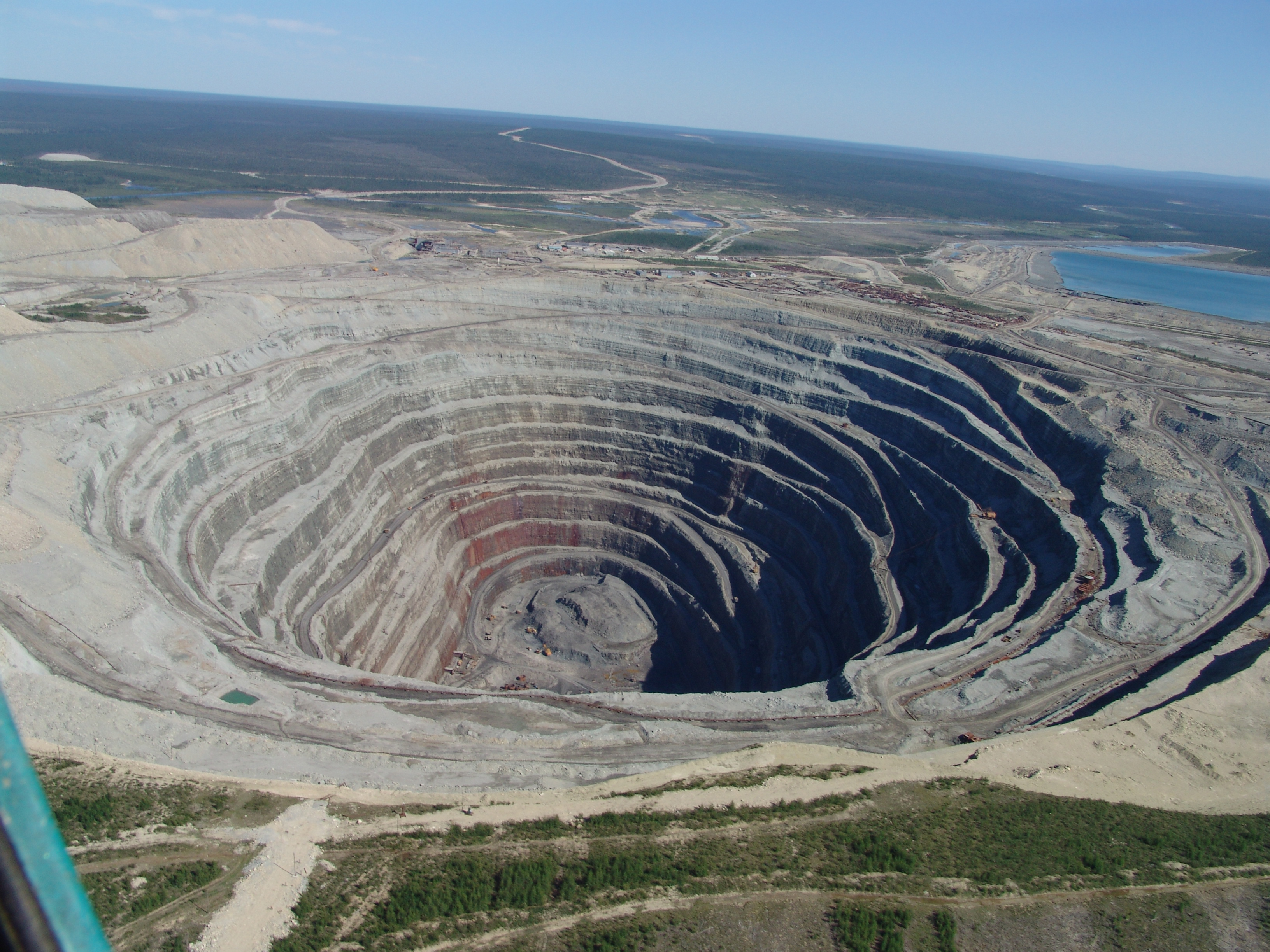
ロシア連邦サハ共和国ウダチナヤ鉱山

採掘によって産出されるダイヤモンド。

### 産出地と地質構造
ダイヤモンドはマントル起源の火成岩であるキンバーライトに含まれる。キンバーライトの貫入とともにマントルにおける高温・高圧状態の炭素（ダイヤモンド）が地表近くまで一気に移動することでグラファイトへの相転移を起こさなかったと考えられている。このため、ダイヤモンドの産出地はキンバーライトの認められる地域、すなわち安定陸塊に偏っている。
ダイヤモンドの母岩であるキンバーライトは古い地質構造が保存されている場所にしか存在せず、地質構造の新しい日本においてダイヤモンドは産出されないというのが定説とされてきた。しかし2007年、1μm程度の極めて微小な結晶が日本の愛媛県四国中央市産出のかんらん岩から発見された。

### 産出量
| #  | 国名             | 生産量（カラット） |
| -- | ---------------- | ------------------ |
| 1  | ロシア           | 41,923,910         |
| 2  | ボツワナ         | 24,509,939         |
| 3  | カナダ           | 16,249,217         |
| 4  | コンゴ民主共和国 | 9,908,997          |
| 5  | 南アフリカ共和国 | 9,660,233          |
| 6  | アンゴラ         | 8,763,309          |
| 7  | ジンバブエ       | 4,461,450          |
| 8  | ナミビア         | 2,054,227          |
| 9  | レソト           | 727,736            |
| 10 | シエラレオネ     | 688,970            |
|    | 世界計           | 120,040,876        |

2022年時点の総産出量は1億2004万カラットであった。国別の生産量（単位カラット）を次に示す（カラットは宝石の質量を表すのに良く用いられる単位で、1カラットは0.2グラムに等しい）。これら上位10カ国だけで、世界シェアの99 %を占める。

### 採掘
ダイヤモンドの採掘は、古くは鉱床の近くの河原などの二次鉱床で母岩から流れ出した鉱石を探し出す方式が主流であった。1867年にオレンジ自由国と英領ケープ植民地との国境付近でダイヤモンドが発見され、その東隣にダイヤモンドの鉱床たる母岩があると地質学者が突き止めたことで方式が変わった。その母岩のある地域はキンバリーと名付けられ、母岩を粉砕して大量の岩石を処理し、その中からダイヤモンドの鉱石を探し出す方式が以後主流となった。キンバリーの最初の鉱床には、現在ビッグ・ホールと呼ばれる大穴が開いており、観光地となっている。このキンバリーの鉱床の中からデ・ビアス社が産声を上げ、ダイヤモンドの世界市場を支配することとなった。1967年には独立したばかりのボツワナ共和国北部のオラパ鉱山において大鉱床が発見され、その後も次々と鉱床が発見されたことでボツワナが世界2位のダイヤモンド生産国となり、その利益によってボツワナは「アフリカの奇跡」と呼ばれる経済成長を遂げることに成功した。

### 加工
採掘したダイヤモンドの研磨作業は採掘国とは別の国で行われることが一般的で、2022年時点では90%がインドで加工されており、特に加工業者が集積するスーラトは「ダイヤモンド・シティー」と呼ばれている。
作業は非正規労働者が行っており、社会情勢などで一方的に解雇されるなど雇用の調整弁として弱い立場に置かれている。

## 合成ダイヤモンド
19世紀末のアンリ・モアッサンの実験など、ダイヤモンドを人工的に作ることは古くから試みられてきたが、実際に成功したのは20世紀後半になってからである。
1955年3月、工業用のダイヤモンドを研究していたゼネラル・エレクトリックが、高温高圧合成により初めてダイヤモンド合成に成功した。研究部門はハイペリオン・マテリアルズ＆テクノロジーズに分社化し、工業用のみを取り扱っている。
ゼネラル・エレクトリックの発表後、スウェーデンのASEA社が数年前にダイヤモンド合成に成功していたという発表がされたが、ASEA社では宝飾用ダイヤモンドの合成を狙っていたため、ダイヤモンドの小さな粒子が合成されていたことに気づいていなかった。
現在では、ダイヤモンドを人工的に作成する方法は複数が存在する。

### 製造方法

#### 高温高圧法
高温高圧法（High Pressure High Temperature, HPHT。静的高温高圧法と動的高圧高温法がある）は、炭素に1200 – 2400 °C、55,000 – 100,000気圧の高温高圧をかけてダイヤモンドを合成する。静的高温高圧法では、鉄、ニッケル、マンガン、コバルト、塩化ナトリウムなどの触媒や窒素などの不純物の混入などで黄、緑、黒やこれらの混合した色等の結晶として生成され、主に工業用ダイヤモンドとして研磨や切削加工（ルータービットやヤスリ、ガラス切り）に利用されている。高温高圧法は1日程度の加圧加温で合成されるが、1週間程度に加圧加温を延長して結晶の成長を促せば、宝飾品レベルのダイヤモンドは人工的に合成可能である。技術的な面では何も問題は無く、単純な採算性の問題となっている。

#### 化学気相成長法
大気圧近傍で合成が可能な化学気相成長法（Chemical Vapor Deposition, CVD。熱CVD法、プラズマCVD法、光CVD法、燃焼炎法などがある）によりプラズマ状にしたガス（例えば、メタンと水素を混合させたもの、その他にメタン-酸素やアセチレン-酸素などがある）から結晶を基板上で成長させる方法などが知られている。化学気相成長法（CVD法）によって0.1 – 10 μm/hという低速度での人工ダイヤモンド合成が1990年代に行なわれていたが、1999年頃に米カーネギー研究所が開発した、窒素を加える方法で150 μm/hの速度になってからは、ボストンのアポロ社で宝飾用のダイヤモンドを製造して販売している。紫外線によるオレンジ色の発光や、レーザーを使用したフォトルミネッセンスによるCVD独特の吸収線、カソードルミネッセンスにおける成長模様などによってCVDと天然ダイヤモンドの違いが検出できるようになってきている。プラズマCVDなどの気相合成法により他物質へのダイヤモンドのコーティングは可能であり、一部のドリルや音響機器で実用化されている。

### 用途

#### 工業用途
高温高圧合成により合成されたダイヤモンドが工業用として大量生産され安価に流通している。多種あるが、金の10分の1程度の価格で取引されているものが多い。ダイヤモンドを工業用途として使用する最大の特徴はその硬さである。工業用ダイヤモンドや宝飾用途に適さない色の天然の結晶を用いることで、電子材料、超硬合金、セラミック・アルミニウム系合金・ガラスなどの高硬度材料・難削材料の研削（ダイヤモンドカッター）・研磨（ダイヤモンドやすり、ダイヤモンドペースト）をはじめとして、切削用バイト、木材加工などオールラウンドな加工が可能である。
工業用ダイヤモンドには用途により、数ナノメートルから数ミリメートルまでの粒径、形状、破砕性、表面状態などによる多くの品種がある。また、前述のバイトは超硬合金を基板にダイヤモンドをコバルトなどと共に焼結することによって得られるダイヤモンド焼結体を指すこともある。しかしながら、ダイヤモンドは高温下で鉄 (Fe)、コバルト (Co)、ニッケル (Ni) と容易に化学反応を起こす、などの性質のために、鋼など鉄基合金や耐熱合金の切削には適さない。ダイヤモンドが使用できない分野では、代わりに立方晶窒化ホウ素 (cubic Boron Nitride, cBN) の焼結体（「ボラゾン」）を用いる。

##### 半導体
大部分のダイヤモンドは不導体であるが、ホウ素が微量含まれたIIb型のダイヤモンド結晶はp型半導体の特性を持ち、燐が微量含まれるとn型半導体となる。これらを使用したMES（金属-半導体結合）型やMIS（金属-半導体の間に絶縁体を挟む結合）型のFET（電界効果トランジスタ）半導体素子が研究されている。
窒化ケイ素の基板上に微量ホウ素を含むp型半導体のダイヤモンドを作ると、−70 – 600 °Cの広い温度範囲に対して直線的に抵抗値が変化する高精度の温度センサーができる。これは圧力センサーとしての利用も検討されている。

##### ダイヤモンドアンビルセル
ダイヤモンドアンビルセル (diamond anvil cell, DAC) は、天然または人工合成のダイヤモンドを使って超高圧を実現するための機械。小さなダイヤモンドを2つ用意し、その間に試料を挟み込んで圧縮する。小型（手のひらサイズ）で透明（リアルタイムで光学的な観測が可能）であり、サブテラパスカル（数百万気圧、数百GPa）までの加圧が可能である。鉱物学や物性物理学などで用いられる。一方、ダイヤモンドそのものが大型化できないので、試料は大変小さなものにしなければならない。ダイヤモンド以外に、サファイヤ、炭化ケイ素を使ったアンビルセルもあるが、加圧できる圧力はダイヤモンドよりも劣る。なお、アンビルとは金床のことである。

##### 音響機器
レコードプレーヤーのレコード針に使われる他、スピーカーの高域ユニットの振動板としても使用される。チタンなどの軽金属で形成されたベースに化学気相成長法でダイヤモンドをコーティングした製品が多い。樹脂のベースに厚くダイヤ皮膜を形成し、その後ベースを熔解除去し、ダイヤモンドだけで形成される振動板も登場した。

#### 宝石用の人工ダイヤモンド
宝石用の人工ダイヤモンドも製造可能である。天然では貴重なカラーダイヤモンドも作製可能であるが、その鑑定書を作成する公的機関では、決められた手順に沿って評価され、その過程で天然・人工の区別も行われている。評価方法は、目視・顕微鏡観察から、赤外線および紫外線の吸収・反射・透過による測定、レーザーによるフォトルミネッセンス、ラマン分光法、電気伝導度測定などあらゆる角度で進められる。
天然ダイヤモンドを取扱う業界にとって、合成ダイヤモンドの宝石市場への進出は脅威になりつつある。天然ダイヤの流通企業らは、彼らが取得した全ての特許情報を開示し、宝石にシリアルナンバーをレーザーで刻む方法を行った。米国フロリダ州に本社を置くジェムシス社の公式サイトには、シリアルナンバー付きの宝石が紹介され、これらには "Gemesis created" とシリアルナンバーの前に "LG (Laboratory grown)" という文字を付け加えている。
2012年3月時点、ジェムシス社は自社が開発した1.0 - 1.5カラットの無色や黄色の合成ダイヤモンド宝石を販売し、合成ダイヤモンドアクセサリーは、天然ダイヤモンドよりも低価格でウェブサイトで一般向けに販売している。
2018年、世界的ダイヤ大手企業のデビアスが合成ダイヤモンド専門ブランドを立ち上げた。合成ダイヤモンドの独自ブランドを設けた日本企業もある。価格が安いことと、紛争とは無縁であることが利点として挙げられる一方、天然ダイヤモンドと誤認して売買されるトラブルが起きている。日本ジュエリー協会は、希少性がないという理由で「宝石」と看做すことに否定的である。

## 宝飾用ダイヤモンド

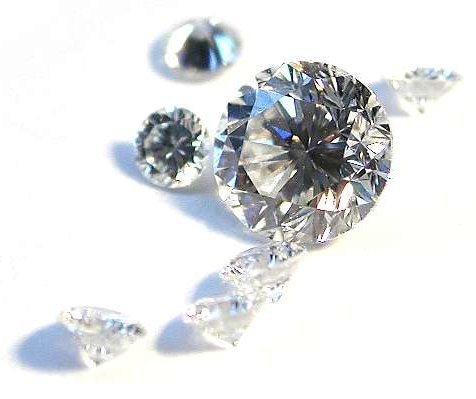
宝飾用ダイヤモンドの例。宝飾用ダイヤモンドは、見た目のためにカットに工夫がほどこしてある。

### 4C
ダイヤモンドの品質を知るための指標としてGIA（アメリカ宝石学協会）が考案したもの。色（Color）、透明度（Clarity(クラリティ)）、重さ（Carat(カラット)）、研磨（Cut）(en)によって品質を評価する。ラウンドブリリアントカット（58面体）に対してカット評価がされるので、他のカットの場合、カットの種類しか鑑定書に記載されない。詳しくは4Cを参照。
近年はダイヤモンド自体のスペックを測る4Cではなく、見た目の美しさによって価値を見出す指標を考えるなど、その存在価値が見直されている。（例：O.E.カット、Crown-K-Cut）

### メレダイヤモンド
0.17カラット以下の小粒なダイヤモンド。宝飾品においては中石を引き立てるために周囲に散りばめられるなどの利用をされる。

### 有名なダイヤモンド
カリナンは1905年、当時イギリス支配下だった南アフリカで発見された。カット前の原石は3106カラットもあり、これをカットすることで合計1063カラットの105個の宝石が得られた。これらは当時のイギリス国王エドワード7世に献上されている。105個のなかで最大のカリナンIは530.20カラットで「偉大なアフリカの星 (The Great Star of Africa)」の別名を持ち、カットされたダイヤモンドとしては長らく世界最大の大きさを誇っていた。カリナンIはロンドン塔内に展示されており、見学することができる。
現在、世界最大の研磨済みダイヤモンドは、ザ・ゴールデン・ジュビリーである。この石は545.67カラットあり、国王ラーマ9世の治世50周年を記念して1997年にタイ王室に献上された。

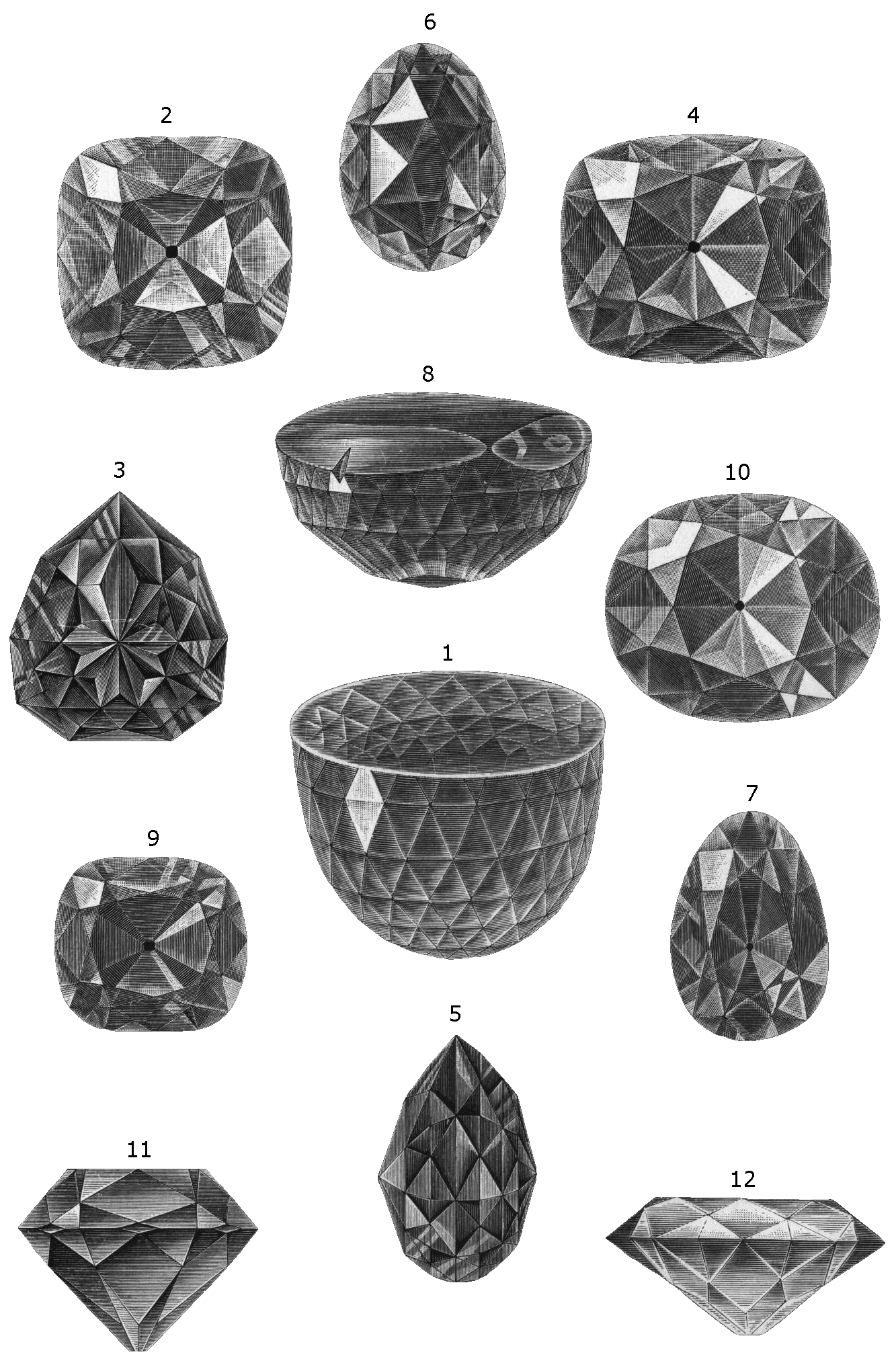

その他、写真に示す有名なダイヤモンドについて記す。
1. グレート・ムガル（英語版）：フランスの宝石商タヴェルニエの旅行記に記された伝説のダイヤモンド。原石の状態では787.50カラットあったとされ、事実とすればその当時世界最大だが、わざわざヴェネツィアから呼んだカット職人がカットに失敗し280カラット余りに。その後の行方は不明。卵を半分に切ったような形、といった記述からオルロフ（英語版）と同じではないかと考える研究家もいる。
2. リージェント（上面）：インド産。わずかに青みを帯びる。グレート・ムガルから切り出されたのではないかと考えられている。140.64カラット。ルーヴル美術館蔵。
3. フロレンティン（英語版）（上面）：インド産のイエロー・ダイヤモンド。137.27カラット。長年トスカーナ大公家に所蔵されていたが、その後、所有権がハプスブルク家へ移る。ハプスブルク最期の皇帝が帝政崩壊時に持ち逃げした後、現在まで行方不明。
4. 南の星（英語版）：ブラジル産。128.48カラット。2002年に著名なフランスのブランド、カルティエ社が購入した。その後、インド人の個人所有物になったと思われるが、詳細は不明。
5. フロレンティン（側面）
6. サンシー（英語版）：インド産、微かに黄ばんだダイヤモンド。55.23カラット。ルーブル美術館蔵。
7. ドレスデン・グリーン：おそらくインド産のグリーン・ダイヤモンド。41カラット。ドレスデン美術館蔵。
8. コ・イ・ヌール（1852年以前）：ムガル帝室に伝来した、歴史的に最も古い有名なダイヤモンド。186.0125カラット。
9. ホープ：おそらくインド産。サファイアのような濃青のダイヤモンド。所有者が次々に不慮の事故で死亡すると云う呪いの宝石の都市伝説で有名。45.52カラット。アメリカ合衆国国立自然史博物館蔵。
10. コ・イ・ヌール（ブリリアント・カット上面、1852年以後）：インドのマハラジャからイギリス東インド会社を経て、イギリスのヴィクトリア女王へ献上された後、夫のアルバート公がオランダの研磨業者にブリリアント・カットに仕立て直しを命じ、重量が105.602カラットに減少。現在もイギリス王室が所蔵しており、ロンドン塔に展示されている。
11. リージェント（側面）
12. コ・イ・ヌール（ブリリアント・カット側面、1852年以後）

さらには有名な宝石の一覧#ダイヤモンドも参照。

### 紛争ダイヤモンド
紛争ダイヤモンドは、紛争地で採掘され密売されるダイヤモンド。1990年代に冷戦構造の崩壊とともに各地の反政府組織への東西両陣営からの武器援助が途絶え、新たな財源を求めた反政府組織がダイヤモンド利権に目を付けたことから大きな問題となった。反政府組織の財源となり紛争の拡大、長期化の原因となる。シエラレオネ、リベリア、アンゴラ、コンゴ民主共和国などで採掘されたものが特に問題となった。これらの国で悲惨な内戦が激化するにしたがって国際的に取引を禁止する動きが起き、1998年のアンゴラからのダイヤモンド輸出を禁じる国連決議などを受け、2000年7月19日にはアントウェルペンで開催された世界ダイヤモンド会議によってダイヤモンド輸出入の認証制度が提案され、2001年1月17日から1月18日にはそのための新組織ワールド・ダイヤモンド・カウンシルが結成された。そして、2002年11月に、紛争地からのダイヤモンド輸出入の禁止を目的としたキンバリープロセス認証制度が制定された。

## 模造ダイヤモンド
宝飾用のダイヤモンドの代用品（イミテーション）としては、ジルコニア（二酸化ジルコニウムの結晶）やガラスが用いられる。ダイヤモンドとそのイミテーション、模造ダイヤモンドの見分け方として、フェルトペンで結晶の上に線を書くというものがある。ダイヤモンドは親油性の物体であり、油脂を弾かない。一方、ジルコニアなどのイミテーションや模造ダイヤモンドは油を弾く性質を持っている。したがって、油性フェルトペンの筆跡が残らなければそれは偽物であると判断できる。その他の方法としてはラインテストがある。黒い線の上にダイヤモンドをテーブル面を下にして乗せると、下の黒い線は見えないが、キュービックジルコニアでは下の黒い線が透けて見える。また、本物のダイヤよりに硬度が劣るので磨耗しやすい。宝石商などがルーペでダイヤを見て真贋を判定するシーンが映画、ドラマ等でよく見られるが、あれはカットされた角の磨耗を見ており、本物のダイヤであれば磨耗により角が丸くなることはない。
また水晶などのダイヤモンドとは組成が全く異なる鉱物を指して「○○ダイヤモンド」（○○には産地名などが入る）などと呼ぶことがある。このような名称はフォールス・ネーム (false name) またはフェイク・ジェムストーン (fake gemstone) といわれ、販売業者が値を吊り上げるなどの意図で、勝手に都合良くこじつけているものである。そのような言葉の使用は紛らわしいので、現在はまともな宝石店、ジュエリー・ショップでは避けている。

## ナノダイヤモンド

### 化粧品・口腔内用品での利用
ナノダイヤモンド（ND）は毒性がないので化粧品、口腔内用品に利用可能である。例えばローション、フェイスマスク、乳液、シャンプー、保湿クリーム、歯磨き粉、マウスウォッシュ液、皮膚の老廃細胞削剥、皮膚接合用テープ等。

## 比喩
ダイヤモンドは、その堅さと煌びやかさから、「貴重なもの」「高価なもの」「お金になるもの」の比喩としてよく使われる。また、色を冠して特定の商品を表すこともある。「野球場のダイヤモンド」など、単に菱形の物に対しても使われる。
記念祭では、60周年または75周年のシンボルをダイヤモンドとする。例えば、「ダイヤモンド婚式」は結婚60周年、「ダイヤモンド・ジュビリー」は60周年または75周年の記念祭を意味する語である。

### 高価な物の例え
- 黒いダイヤ：石炭、マグロ、トリュフ、オオクワガタ
- 赤いダイヤ：梶山季之の小説の題名で、小豆を指す（商品先物取引で時に大儲けできることから）。
- 白いダイヤ：シラスウナギ（ウナギの稚魚）、吉野葛（本葛）
- 黄色いダイヤ：数の子、硫黄
- ダイヤの原石：今は価値が低いが、その後の扱いにより、磨けば価値の出る（可能性のある）人・物のこと。
- 山のダイヤ、森林のダイヤ：松茸

### 形状が菱形の物の例え
- カットされた宝飾品のダイヤモンドの形から、菱形、記号（◇）、トランプの絵柄（スート）のひとつ、野球の内野（野球場の塁に囲まれた領域）などを指してダイヤモンドとも言われている。

（→ダイヤ (シンボル)）

## ダイヤモンドと映画作品や漫画作品
ダイヤモンド産業の暗い裏側を描いた作品
宝石として登場する多くの作品以外に、以下ではダイヤモンドが世界の資金移動や資金調達にどのように作用しているか扱っている。
- 映画『ブラッド・ダイヤモンド』: 武器の資金調達のため、不法に取引される紛争ダイヤモンドについて、リアルに描写。
- 映画『ロード・オブ・ウォー』: 武器取引の代金として紛争ダイヤが登場する。

ダイヤモンドを機能素材として扱ったSF作品
このほかダイヤモンドをSF的な機能性素材として扱っている作品としては、地球攻撃用のレーザー軍事衛星（映画『007 ダイヤモンドは永遠に』）や雹の核（『パタリロ! スターダスト計画』）、熱線の反射ミラー（『ゴジラvsビオランテ』に登場するスーパーX2）などがある。